# Ludwig Schnorr von Carolsfeld (Kunsthistoriker)
Ludwig Schnorr von Carolsfeld (* 22. September 1877 in Dresden; † 8. Mai 1945 in Berlin) war ein deutscher Kunsthistoriker.
Ludwig Schnorr von Carolsfeld, Sohn des sächsischen Offiziers Georg Schnorr von Carolsfeld (1848–1926), studierte ab 1899 Kunstgeschichte und Klassische Archäologie in Leipzig und Berlin und wurde 1906 an der Universität Leipzig bei August Schmarsow promoviert. Danach war er am Schloßmuseum in Berlin als Kustos und Professor tätig. Sein Spezialgebiet war die Geschichte des Porzellans und der Keramik.

## Schriften
- Der plastische Schmuck im Innern des Münsters zu Salem aus den Jahren 1774–1784 von Johann Georg Dürr und Johann Georg Wieland. Dissertation. Berlin 1906 (Volltext).
- Porzellan der europäischen Fabriken. Schmidt, Berlin 1912 (Volltext). 3. Auflage 1920 (Volltext). 6., von Erich Köllmann völlig neu bearbeitete Auflage: Klinkhardt & Biermann, Braunschweig 1974.